# (13672) Tarski
(13672) Tarski est un astéroïde de la ceinture principale.

## Description
(13672) Tarski est un astéroïde de la ceinture principale. Il fut découvert le 30 mai 1997 à Prescott (Arizona) par Paul G. Comba. Il présente une orbite caractérisée par un demi-grand axe de 2,62 UA, une excentricité de 0,09 et une inclinaison de 2,0° par rapport à l'écliptique.

## Compléments